# أندر غاريتانو
أندر غاريتانو (بالإسبانية: Ander Garitano) (ولد في 26 فبراير 1969) هو لاعب كرة قدم إسباني متقاعد لعب كلاعب وسط.

## روابط خارجية
- أندر غاريتانو على موقع قاعدة بيانات كرة القدم.إي يو (الإنجليزية)
- أندر غاريتانو على موقع بيانات كرة القدم. دي إي (الألمانية)
- أندر غاريتانو على موقع عالم كرة القدم.نت (الإنجليزية)